# Oenosaurus
Oenosaurus muehlheimensis
Genre
Espèce
Oenosaurus est un genre éteint de « reptiles » de la famille des Sphenodontidae.
La seule espèce rattachée au genre est Oenosaurus muehlheimensis. Elle a été découverte en Bavière près de Mörnsheim dans la carrière de Mühlheim.
La formation géologique de Mörnsheim dans laquelle le fossile a été trouvé est datée du Tithonien inférieur (Jurassique terminal), au sommet de la zone à Hybonotum (Hybonoticeras aff. Hybonotum) soit il y a environ 150 Ma (millions d'années). Un rhynchocéphale « cousin » d'Oenosaurus muehlheimensis est aussi connu dans ces niveaux du Tithonien de Bavière : Pleurosaurus goldfussi. La formation de Mörnsheim vient immédiatement au-dessus de la célèbre formation du calcaire de Solnhofen.

## Étymologie
Le genre est constitué du grec « oenos » (vin) en référence aux vins de Franconie de la région où le fossile a été découvert, et de « saurus » (lézard). Le nom de l'espèce vient du nom de la carrière de Mühlheim d'où le fossile a été extrait.

## Description

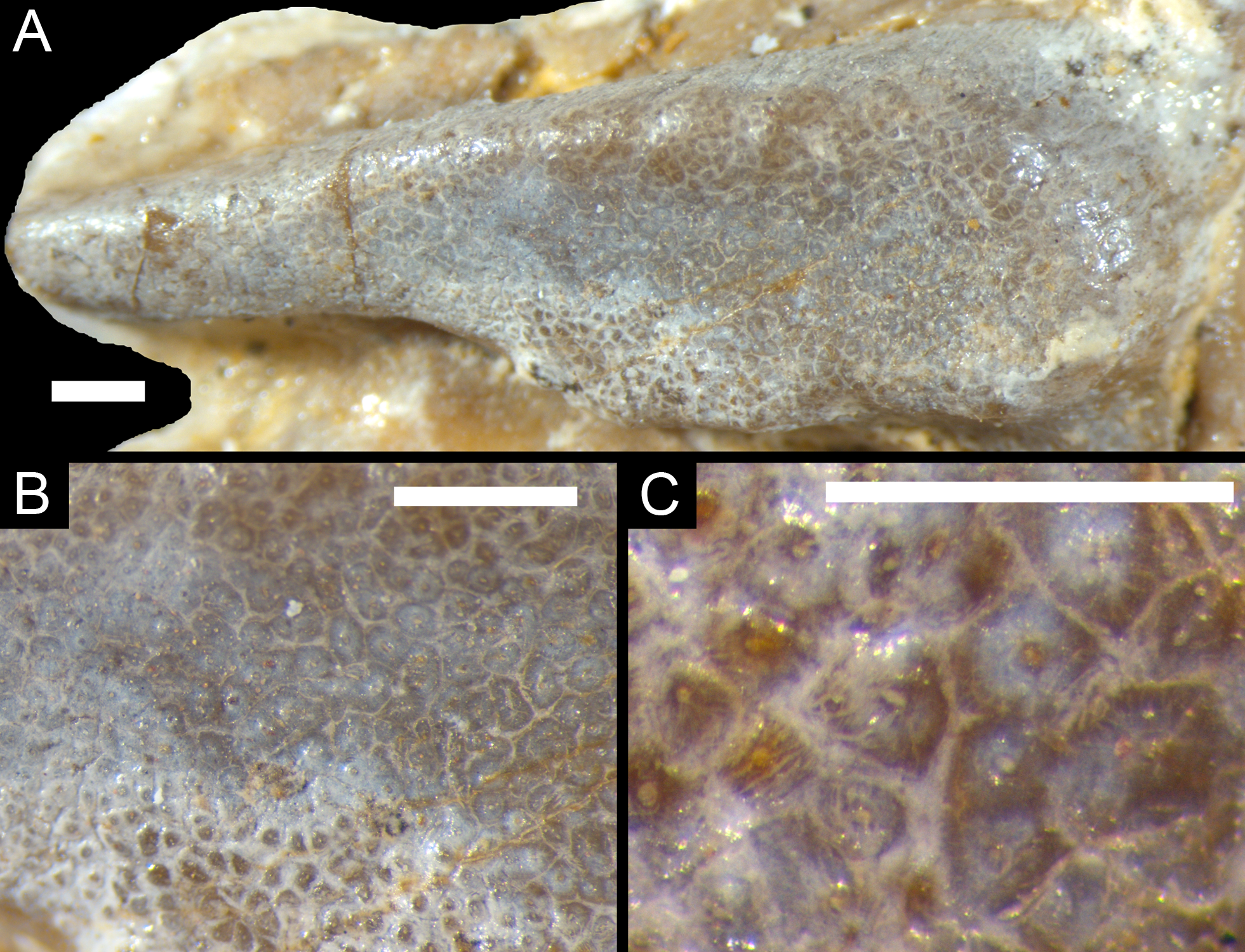
Agrandissement des plaques dentaires d'Oenosaurus muehlheimensis.

Oenosaurus est un reptile de très petite taille dont seul le crâne est connu. La longueur de celui-ci est de 3 à 4 cm.
Les dents d'Oenosaurus sont remarquables. Il s'agit de larges plaques dentaires à croissance continue, ce qui constitue un exemple unique parmi les tétrapodes. 

## Mode de vie
Oenosaurus était très probablement un durophage comme le montre sa dentition. En l'absence du reste du corps de l'animal, ses découvreurs ne peuvent trancher entre un animal aquatique dont le régime alimentaire serait constitué de coquillages qu'il pouvait broyer, ou bien terrestre (il serait alors un prédateur d'animaux de type gastéropodes ou insectes à exosquelette résistant).
La formation géologique ayant livré Oenosaurus a également fourni deux squelettes remarquables de vertébrés, des oiseaux primitifs décrits en 2019 : Archaeopteryx lithographica et Alcmonavis poeschli.

## Position phylogénétique
Au sein des Sphenodontidae, Oenosaurus se place au plus près de la seule espèce encore vivante de la famille : Sphenodon punctatus,.
|  | † Oenosaurus                                                    |
|  |                                                                 |
|  | \| \| † Cynosphenodon \| \| \| \| \| \| † Zapatadon \| \| \| \| |
|  |                                                                 |
|  | † Cynosphenodon                                                 |
|  |                                                                 |
|  | † Zapatadon                                                     |
|  |                                                                 |

|  | † Cynosphenodon |
|  |                 |
|  | † Zapatadon     |
|  |                 |

|  | † Oenosaurus                                                    |
|  |                                                                 |
|  | \| \| † Cynosphenodon \| \| \| \| \| \| † Zapatadon \| \| \| \| |
|  |                                                                 |
|  | † Cynosphenodon                                                 |
|  |                                                                 |
|  | † Zapatadon                                                     |
|  |                                                                 |

|  | † Cynosphenodon |
|  |                 |
|  | † Zapatadon     |
|  |                 |